# Out-el-Kouloub
Out-el-Kouloub (Le Caire, 1892 ou 1899 - Graz, Autriche, 1968) est le pseudonyme d’une femme de lettres égyptienne de langue française : Out El-Demerdachiah. Son nom d'auteur vient de Qout-el-Kouloub (prononciation égyptienne de l'arabe قوت القلوب) qui signifie « Nourriture des Cœurs ».

## Biographie
Fille d'un cheikh de confrérie soufie, Out-el-Kouloub est élevée dans les milieux musulmans aisés d'Égypte ; elle est veuve très tôt. Elle commence à écrire au Caire, où elle anime un salon littéraire.
En 1961, à la suite de la confiscation des biens de sa confrérie soufie, sa famille décide de fuir en Europe, avec l'idée d'y rester tant que Nasser serait au pouvoir. Elle cesse dès lors d'écrire.

## Œuvres
- Au hasard de la pensée, revue L'Égyptienne, 1934
- Harem, 1937 ; rééd. Gallimard, 1955
- Trois contes de l'Amour et de la Mort, préface d'André Maurois, éditions Corrêa, 1940
- Zanouba, préface de Jérôme Tharaud et Jean Tharaud, Gallimard, 1947 ; trad. en anglais (USA) aux éditions Syracuse University Press (New York), par Nayra Atiya, 1996
- Le Coffret hindou, préface de Jean Cocteau, Gallimard, 1951
- La Nuit de la Destinée, préface d'Émile Dermenghem, Gallimard, 1954
- Ramza, préface d'Henri Guillemin, Gallimard, 1958
- Hefnaoui le Magnifique, préface d'Henri Peyre, Gallimard, 1961